# Washington (Utah)
Washington és una població dels Estats Units a l'estat de Utah. Segons el cens del 2007 tenia 20.000 habitants.

## Demografia
Segons el cens del 2000, Washington tenia 8.186 habitants, 2.614 habitatges, i 2.117 famílies. La densitat de població era de 100,2 habitants per km².
Dels 2.614 habitatges en un 36,3% hi vivien nens de menys de 18 anys, en un 71,4% hi vivien parelles casades, en un 7,3% dones solteres, i en un 19% no eren unitats familiars. En el 16,6% dels habitatges hi vivien persones soles el 9,2% de les quals corresponia a persones de 65 anys o més que vivien soles. El nombre mitjà de persones vivint en cada habitatge era de 3 i el nombre mitjà de persones que vivien en cada família era de 3,37.
Per edats la població es repartia de la següent manera: un 30,1% tenia menys de 18 anys, un 10,9% entre 18 i 24, un 22,6% entre 25 i 44, un 17,8% de 45 a 60 i un 18,7% 65 anys o més.
L'edat mediana era de 32 anys. Per cada 100 dones de 18 o més anys hi havia 107,2 homes.
La renda mediana per habitatge era de 35.341 $ i la renda mediana per família de 39.003 $. Els homes tenien una renda mediana de 28.750 $ mentre que les dones 20.434 $. La renda per capita de la població era de 14.032 $. Entorn del 7,5% de les famílies i el 7,9% de la població estaven per davall del llindar de pobresa.

## Poblacions més properes
El següent diagrama mostra les poblacions més properes.